# Moinești
Moinești je rumunské město v župě Bacău. Administrativní součástí města je i vesnice Găzărie. V roce 2011 zde žilo 21 787 obyvatel.
První písemná zmínka pochází z roku 1467. V roce 1832, kdy je zde poprvé doložen târg (pravidelný trh), žilo v Moinești v 188 domech 588 obyvatel. Roku 1921 se stalo městystem (comună urbană) a získalo tak vlastní znak; městem je od roku 2002.
Okolí Moinești je bohaté na přírodní zdroje, zejména ropu, zemní plyn, sůl a dřevo. Od 50. do 80. let 20. století tak obec zažila v souvislosti s velkým rozvojem těžby ropy ekonomický rozkvět. Po roce 1990 se však po celonárodní privatizaci průmyslu ekonomika obce propadla, což vedlo až k 20% nezaměstnanosti.
V roce 1996 byl u vjezdu do obce otevřen pomník u příležitosti stého výročí narození místního rodáka Tristana Tzary, zakladatele dadaismu. Z oceli a betonu jej vytvořil sochař Ingo Glass.